# Kærnemælkskoldskål
 "Koldskål" omdirigeres hertil. For andre betydninger af Koldskål, se Koldskål (flertydig).
Kærnemælkskoldskål (ofte blot koldskål) betegner i dag en sød kold suppe eller drik, lavet af kærnemælk og nogle af ingredienserne: æg, sukker, vanilje og citron, samt evt. , et syrnet mælkeprodukt som tykmælk, yoghurt eller A38. Denne ret opstod, da kærnemælk blev almindelig i Danmark i starten af 1900-tallet, og den spises i dag mest om sommeren, køleskabskold, som dessert eller mellemmåltid. Siden 1979 findes der færdiglavede varianter på det danske marked, oprindeligt fra Esbjerg Mejeri, i dag hovedsageligt fra Arla. 
Oprindeligt betegnede koldskål en sød vælling, men denne ret spises ikke længere – se koldskål (vælling). 
Traditionelt serveres kærnemælkskoldskål med tvebakker eller småkager, for eksempel kammerjunkere.
Koldskål spises udpræget vejrafhængigt, og et par uger med godt vejr kan fordoble efterspørgslen på færdiglavet koldskål: Ifølge tal fra Mejeriforeningen producerede danske mejerier i uge 24 i 2007 1,2 mio. liter koldskål (svarer til lidt over 2 dl per dansker) og faldt derefter igen til under det halve på bare 3 uger.